# Ebba Wadsten
Ebba Karin Wadsten, född 5 augusti 1891 i Nås, Dalarna, död 10 juli 1976 i Brännkyrka församling, Stockholm, var en svensk teckningslärare, målare och textilkonstnär.
Hon var dotter till läkaren Sven Wadsten och Erika Göthlin. Efter avslutad skolgång i Hudiksvall studerade Wadsten vid Tekniska skolan och Wilhelmsons målarskola i Stockholm innan hon sökte sig till Oslo där hon studerade för Axel Revold vid Norges konstakademi. Hon genomförde därefter ett flertal studieresor där hon studerade vid olika målarskolor i  Köpenhamn och Paris. Hon var efter studierna anställd vid Libraria i Stockholm och medverkade i företagets utställningar med arbeten tänkta för kyrkligt bruk. Tillsammans med Inga Almlöf-Holmström ställde hon ut på Galerie S:t Nikolaus och tillsammans med Ture Jerkeman på Libraria. Separat ställde hon bland annat ut i SDS-hallen i Malmö och i Östersund. Hon medverkade bland annat i en konsthantverksutställning på Galleri Brinken i Stockholm 1955, Föreningen Svenska Konstnärinnors utställning på Konstakademien 1960 samt utställningar med konsthantverk på Röhsska konstslöjdmuseet i Göteborg. Hon var representerad vid en internationell konsthantverksutställning i Chicago. Hon tilldelades Stockholms stads meritstipendium 1965. Bland hennes offentliga arbeten märks en glasmålning i Tacksägelsekyrkan, fresker för Östersunds läroverk och Gärdesskolan i Stockholm, glasmosaik till S:t Eriks sjukhus, ett antependium för Fellingsbro kyrka, glasmålningar till Lunda kyrka och Alanäs kyrka samt en altartavla till Nianfors kyrka. Hennes konst består av kompositioner med blommor, stilleben, porträtt, landskap och abstrakta kompositioner utförda i olja eller akvarell. Sina monumentala arbeten utförde hon i stucco lustro och alfrescoteknik. Dessutom utförde hon reliefer i metall, glasmålningar, collage och textilkompositioner. Wadsten samarbetade bland annat med Barbro Nilsson med gobelänger och Stina Forssell med bildkonst.